# Kryptonim Ambler
Kryptonim Ambler – jedna z ostatnich książek amerykańskiego pisarza Roberta Ludluma, zaliczająca się do gatunku conspiracy thriller.

## Kryptonim Ambler
Samotna wyspa u wybrzeży Wirginii. Tu, z dala od wścibskich oczu, znajduje się pilnie strzeżony rządowy ośrodek psychiatryczny. Jego pacjenci to byli agenci wywiadu - jak Hal Ambler z Wydziału Operacji Konsularnych. Wbrew temu jednak, co twierdzą lekarze Ambler nie jest szalony. Więc co tu robi? Żeby to odkryć, musi się stąd wydostać. Ale poza wyspą nikt nie zna Hala Amblera. A on sam nie zna twarzy, którą widzi w lustrze.